# Déví

Bohyně Sarasvatí, jedna z nejznámějších déví

Déví (v sanskrtu देवी, f., devī, „bohyně“) je sanskrtský výraz, kterým je v hinduismu označována jakákoliv bohyně. Mezi nejznámější patří např. Sarasvatí, Kálí, Lakšmí či Párvatí. Bohyně jsou uctívány především v šaktismu, jejich uctívání má však dlouhou tradici a je nedílnou součástí hinduistické tradice.